# Stefans Grové
Stefans Grové (født 23. juli 1922 i Bethlehem, Orange Free State - død 29. maj 2014 i Pretoria, Sydafrika) var en sydafrikansk komponist.
Grové er regnet for en af de største nulvende sydafrikanske komponister.
Han studerede på University of Cape Town hos William Henry Bell.
Han fik som den første sydafrikanske komponist et schoolarship, som fik ham optaget på Harvard University i USA, hvor han studerede hos Walter Piston, og gav mulighed for masterclass sessions med Aaron Copland.
Grové komponerede i vestlig klassisk stil med sort sydafrikansk influens.
Han var inspireret af f.eks. Bela Bartok, Olivier Messiaen, Paul Hindemith, Claude Debussy og Maurice Ravel.
Han skrev en symfoni, orkesterværker, violinkoncert, balletmusik, strygerkvartetter,kammermusik etc. 
Han tog i 1960 tilbage til Sydafrika, hvor boede siden. 

## Udvalgte værker
- Symfoni nr. 1 (1966) - for orkester
- Partita (1964) - for orkester
- Elegi (1952) - for strygeorkester
- Violinkoncert (1966) - for violin og orkester